# Hylaeus monostictus
Hylaeus monostictus är en biart som beskrevs av Cockerell 1924. Hylaeus monostictus ingår i släktet citronbin, och familjen korttungebin. Inga underarter finns listade i Catalogue of Life.